# Deylaman
Deylaman est une localité de la province du Guilan en Iran. Elle est le chef-lieu du district du même nom.